# 克利尔克里克镇区 (艾奥瓦州约翰逊县)
克利爾克里克鎮區（英語：Clear Creek Township）是位於美國愛荷華州約翰遜縣的一個行政鎮區。

## 地方資料
根據2010年美國人口普查的數據，克利爾克里克鎮區的面積為61.50平方千米，當中陸地面積為61.48平方千米，而水域面積為0.02平方千米。當地共有人口5294人，而人口密度為每平方千米86.08人。